# Виноградов, Александр Геннадьевич
Александр Геннадьевич Виноградов (1919—1998) — майор Советской Армии, участник Великой Отечественной войны, Герой Советского Союза (1945).

## Биография
Александр Виноградов родился 15 января 1919 года в деревне Пудиха Архангельской волости Варнавинского уезда Костромской губернии (ныне — Ветлужский район Нижегородской области) в семье крестьянина. В 1939 году он окончил Ветлужский техникум водного транспорта и леса, после чего работал в одном из леспромхозов в Ярославской области. В ноябре 1939 года Виноградов был призван на службу в Рабоче-крестьянскую Красную Армию. В 1942 году он окончил Казанское танковое училище. С ноября того же года — на фронтах Великой Отечественной войны. Участвовал в битве за Кавказ, был контужен. Во время боёв под Керчью Виноградов получил сильные ожоги рук и лица, после чего несколько месяцев провёл в госпиталях. К апрелю 1945 года старший лейтенант Александр Виноградов командовал танковой ротой 36-й танковой бригады 11-го танкового корпуса 5-й ударной армии 1-го Белорусского фронта. Отличился во время боёв в Германии.
20 апреля 1945 года рота Виноградова одной из первых ворвалась в город Мюнхеберг, являвшийся важным опорным пунктом на пути к Берлину. Во время боёв за город она нанесла противнику большой урон в боевой технике и живой силе. Бой длился в течение 4 часов. В общей сложности рота захватила в плен около 100 вражеских солдат и офицеров. 24 апреля 1945 года рота Виноградова атаковала железнодорожную станцию «Лихтенберг» на окраине Берлина и приняла активное участие в уличных боях, очистив улицы Франкфуртштрассе и Александерштрассе, а также площадь Кюстринплац. Во время боёв в Берлине рота Виноградова уничтожила 3 танка, 5 артиллерийских орудий, 1 бронетранспортёр, 7 автомашин и более роты вражеских пехотинцев.
Указом Президиума Верховного Совета СССР от 31 мая 1945 года за «образцовое выполнение боевых заданий командования на фронте борьбы с немецкими захватчиками и проявленные при этом мужество и героизм» старший лейтенант Александр Виноградов был удостоен высокого звания Героя Советского Союза с вручением ордена Ленина и медали «Золотая Звезда» за номером 6418.
После окончания войны Виноградов продолжил службу в Советской Армии. В 1946 году он вступил в ВКП(б). В 1951 году Виноградов окончил Высшую офицерскую школу самоходной артиллерии. В 1960 году в звании майора он был уволен в запас. Проживал в Долгопрудном, работал на Долгопрудненском машиностроительном заводе.
Умер 18 мая 1998 года, похоронен на Центральном кладбище Долгопрудного.
Был награждён орденом Александра Невского, двумя орденами Отечественной войны 1-й степени, двумя орденами Красной Звезды, орденом ГДР «За заслуги перед Отечеством», а также рядом медалей.